# Ossicloruro di rame
Ossicloruro di rame è il nome comune usato per il composto inorganico di formula Cu2Cl(OH)3, spesso scritta come CuCl2⋅3Cu(OH)2. Nella nomenclatura IUPAC il nome del composto è triidrossocloruro di dirame. In condizioni normali è un solido di colore verde-azzurro praticamente insolubile in acqua.
In natura è presente in vari minerali con forme cristalline polimorfe. I minerali più comuni sono paratacamite (forma romboedrica) e atacamite (ortorombica), meno comuni sono botallackite e clinoatacamite (entrambe monocline). L'ossicloruro di rame è disponibile in commercio, e viene usato come fungicida e come pigmento.

## Strutture
Nella figura accanto si notano cristalli alpha puri dell'ossicloruro di rame.
L'atacamite è ortorombica, gruppo spaziale Pnma (gruppo n°62), con due unità asimmetriche cristallograficamente indipendenti contenenti Cu e atomi ossigeno del gruppo idrossile. Entrambi i due atomi Cu mostrano una geometria di coordinazione caratteristica Jahn-Teller ottaedrale distorta (4+2): ogni Cu è legato ai quattro gruppi OH vicini con distanze Cu-OH di 2.01 Å; inoltre, uno degli atomi Cu è legato ai due atomi Cl (a 2.76 Å) formando l'ottaedro [Cu(OH)4Cl2], e l'altro Cu è legato ad un atomo Cl (a 2.75 Å) e un gruppo OH (a 2.36 Å) formando l'ottaedro [Cu(OH)5Cl]. I due tipi di ottaedro sono collegati agli spigoli per formare una struttura tridimensionale con l'ottaedro [Cu(OH)5Cl] che incrocia l'altro ottaedro [Cu(OH)4Cl2] in strati paralleli a (110) (Fig 1).

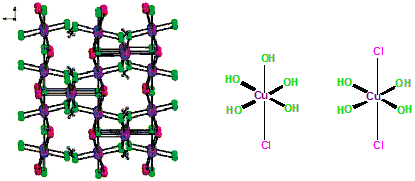
Fig 1: Coordinazione e legami del Cu nell'atacamite

## Sintesi
Industrialmente si prepara a partire da soluzioni concentrate di cloruro di sodio contenenti ioni Cu(II). Il rame(II) viene dapprima ridotto ponendo la soluzione a contatto con rame metallico; in questo modo si ottiene cloruro di rame(I). Successivamente la soluzione è riscaldata e aerata per effettuarne l'ossidazione. L'ossicloruro di rame precipita, mentre le acque madri contenenti CuCl2 e NaCl vengono riciclate.
{\displaystyle {\ce {CuCl2\ +\ Cu->2CuCl}}}
{\displaystyle {\ce {6CuCl\ +\ 3H2O\ +\ {\frac {3}{2}}O2->CuCl2\cdot 3Cu(OH)2\ +\ 2CuCl2}}}
Altre vie alternative sono l'idrolisi di soluzioni di CuCl2 con idrossido di sodio, o la reazione di CuCl2 con ossido di rame(II) idrato precipitato di fresco:
{\displaystyle {\ce {4CuCl2\ +\ 6NaOH->CuCl2\cdot 3Cu(OH)2\ +\ 6NaCl}}}
{\displaystyle {\ce {CuCl2\ +\ 3CuO\cdot H2O->CuCl2\cdot 3Cu(OH)2}}}

## Proprietà e reattività
L'ossicloruro di rame è un composto stabile. Per riscaldamento oltre 200 °C si decompone formando l'ossido. In acqua è praticamente insolubile, ma si scioglie in acidi minerali formando i corrispondenti sali di rame. Ad esempio con acido cloridrico:
{\displaystyle {\ce {Cu2(OH)3Cl \ + \ 3HCl -> 2CuCl2 \ + \ 3H2O}}}
Con idrossido di sodio reagisce formando l'idrossido di rame(II):
{\displaystyle {\ce {Cu2(OH)3Cl\ +\ NaOH->2Cu(OH)2\ +\ NaCl}}}
È solubile in soluzioni ammoniacali o in presenza di ioni cianuro formando composti di coordinazione.
È altamente mortale se inalato o ingerito, dannoso per la fauna.